# Alaa Safi
Alaa Safi est un acteur français, né le 26 septembre 1984, à Champigny-sur-Marne en Île-de-France.

## Biographie
D'origine marocaine, Alaa Safi est né le 26 septembre 1984 à Champigny-sur-Marne.
À l’âge de 7 ans, il commence à pratiquer le Taekwondo, un sport qu’il pratique à haut niveau. Ses capacités physiques et sa parfaite aptitude en acrobatie lui permettent de travailler comme cascadeur pour le cinéma en Thaïlande, en Inde et en France.
Il se forme à la comédie dans l'Atelier International de Théâtre Blanche Salant et Paul Weaver. Il décroche ses premiers rôles et continue sa formation auprès de Jack Waltzer.

## Carrière
Grâce à sa performance face à Jackie Chan dans Chinese Zodiac qui remporte plusieurs prix dont le Hong Kong Film Award de la meilleure chorégraphie d'action en 2012, Hollywood lui ouvre alors ses portes.
Il incarne le Prince Maure dans Croisades de Nick Powell, avec Nicolas Cage, puis il rejoint Tilda Swinton, Mads Mikkelsen et Benedict Cumberbatch dans la production des Marvel Studios Doctor Strange de Scott Derrickson.
En 2014, il remporte le prix d'interprétation masculine au Festival d'Hyères les Palmiers pour le rôle principal dans Taureau taureau.
Depuis 2021, il incarne un des personnages principaux dans la série biblique The Chosen.

## Filmographie

### Cinéma

#### Longs métrages
- 2005 : Mercury Man (Ma Noot Lhek Lai ) de Bhandit Thongdee : Iron-Legs
- 2008 : Pour elle de Fred Cavayé : Moussa
- 2009 : Le Missionnaire de Roger Delattre : Abdel
- 2009 : Trahison (Traitor) de Jeffrey Nachmanoff : Un membre de l'équipe d'Omar
- 2009 : Banlieue 13 : Ultimatum de Patrick Alessandrin : Un membre de l'équipe d'Ali-K
- 2009 : Un prophète de Jacques Audiard : Le détenu rebelle
- 2009 : Une affaire d'État d'Éric Valette : Le métis
- 2010 : From Paris with Love de Pierre Morel : Le proxénète pakistanais
- 2011 : Coup d'éclat de José Alcala : Le frère de Marko
- 2011 : Un baiser papillon de Karine Silla-Pérez : L'homme des coulisses
- 2012 : Chinese Zodiac (Sap ji sang ciu) de Jackie Chan : Vulture
- 2013 : Victor Young Perez de Jacques Ouaniche : Mokhtar
- 2013 : La Confrérie des larmes de Jean-Baptiste Andrea : Le joueur de poker
- 2014 : Croisades (Outcast) de Nick Powell : Prince Maure
- 2015 : Nous trois ou rien de Kheiron : Berouz
- 2015 : Dare to Be Wild de Vivienne De Courcy : Imad
- 2016 : Doctor Strange de Scott Derrickson : Le grand Zélote
- 2017 : American Assassin de Michael Cuesta : Javeed
- 2017 : Le Crime de l'Orient-Express (Murder on the Orient Express) de Kenneth Branagh : Le marchand de bijoux
- 2018 : Incoming d'Eric Zaragoza : Idriss
- 2020 : Villa Caprice de Bernard Stora : Karim Benkhelif
- 2021 : Désigné coupable (The Mauritanian) de Kevin Macdonald : Le traducteur
- 2022 : Mort sur le Nil (Death on the Nile) de Kenneth Branagh : Le Caporal
- 2023 : Indiana Jones et le Cadran de la destinée (Indiana Jones and the Dial of Destiny) de James Mangold : Rahim

#### Courts métrages
- 2004 : Jour après jour d'Arthur Cauras : Un délinquant
- 2010 : Survivant(s) de Vincent Lecrocq : Daniel
- 2013 : Taureau taureau de François-Olivier Lespagnol : Tony
- 2014 : Les Baumettes d'Hugo Gélin : Yann Gautier
- 2014 : Point zéro d'Arthur Cauras : Rashad
- 2015 : Jamais ensemble de Nadja Harek : Malik
- 2020 : Les Dominos de Jonathan Millet : L'agent immobilier
- 2020 : Chrysalis de lui-même : Muhammad
- 2023 : Coming Home de lui-même : Silas Moore

### Télévision

#### Séries télévisées
- 2009 : Femmes de loi : Abdel
- 2010 : L'Été où tout a basculé : Djalil
- 2010 : Les Bougon : Karim
- 2010 : Équipe médicale d'urgence : le pompier
- 2010 : Histoires de vies : Jallal
- 2015 : Le Transporteur (Transporter: The Series) : Anwar
- 2016 : Tyrant : Bashir
- 2019 : Il était une seconde fois : Nordine
- 2019 : The Mallorca Files : Philippe Tromeur
- 2021 - 2026 : The Chosen : Simon le Zélote
- 2023 : Icon of French Cinema : Tahar

#### Téléfilms
- 2011 : La Pire Semaine de ma vie de Frédéric Auburtin : Le groom
- 2011 : L'Ombre d'un flic de David Delrieux : Salim
- 2011 : Dix jours pour s'aimer de Christophe Douchand : Samir

### Réalisateur
- 2020 : Chrysalis (court métrage)
- 2023 : Coming Home (court métrage)

### Scénariste
- 2020 : Chrysalis de lui-même (court métrage)
- 2023 : Coming Home de lui-même (court métrage)

### Monteur
- 2012 : Gazzara de Joseph Rezwin
- 2020 : Chrysalis de lui-même (court métrage)
- 2023 : Coming Home de lui-même (court métrage)

### Cascadeur
- 2004 : Jour après jour d'Arthur Cauras (court métrage)
- 2005 : Le Frelon vert (The Green Hornet) d'Aurélien Poitrimoult (court métrage)
- 2006 : Joy: The Real Love Story (Aap Kaa Surroor) de Prashant Chadha
- 2009 : Banlieue 13 : Ultimatum de Patrick Alessandrin
- 2009 : Un prophète de Jacques Audiard
- 2010 : From Paris with Love de Pierre Morel
- 2010 : Hors-la-loi de Rachid Bouchareb
- 2010 : Mr Perfect de Dasaradh
- 2010 : Survivant(s) de Vincent Lecrocq (court métrage)
- 2011 : Le Septième Sens (7 Aum Arivu) d'A.R. Murugadoss
- 2011 : La Planque d'Akim Isker
- 2012 : Le Guetteur de Michele Placido
- 2013 : La Confrérie des larmes de Jean-Baptiste Andrea

## Distinctions
- 2014 : Prix d'interprétation masculine au Festival national du fim d'Hyères «Les Palmiers», pour Taureau taureau de François-Olivier Lespagnol